# وو بينغفينغ
وو بينغفينغ (بالصينية: 吴坪枫) (1 نوفمبر 1981 بزونغشان في الصين - ) هو لاعب كرة قدم صيني في مركز جناح ‏. شارك مع منتخب الصين لكرة القدم. أما مع النوادي، فقد لعب مع جيانغسو سونينغ وغوانغجو إفرغراند تاوباو ونادي غوانغجو آر أند إف.

## وصلات خارجية
- وو بينغفينغ على موقع قاعدة بيانات كرة القدم.إي يو (الإنجليزية)
- وو بينغفينغ على موقع ناشيونال فوتبول تيمز (الإنجليزية)
- وو بينغفينغ على موقع Soccerway.com (الإنجليزية)